# Postul de radio militar Pierre-sur-Haute
Stația de radio militară Pierre-sur-Haute este un site de comunicații militare franceze care a fost utilizat din 1913. Stația de 30 hectarei (74 acri) este situată pe un deal în comunele Sauvain și Job. Situl conține trei turnuri, dintre care cel mai înalt este un turn de telecomunicații civil de 55 de metri înălțime deținut de Télédiffusion de France⁠(d).(01:48–01:55)
În aprilie 2013, agenția franceză de informații interioare DCRI l-a constrâns pe președintele Wikimedia Franța, Rémi Mathis, să șteargă articolul Wikipedia în limba franceză despre post. Apoi a fost restaurat prompt de un alt colaborator Wikipedia care locuia în Elveția. Ca urmare a controversei, articolul a devenit temporar cea mai citită pagină de pe Wikipedia franceză, care a fost remarcată ca exemplu al efectului Streisand.

## Istorie

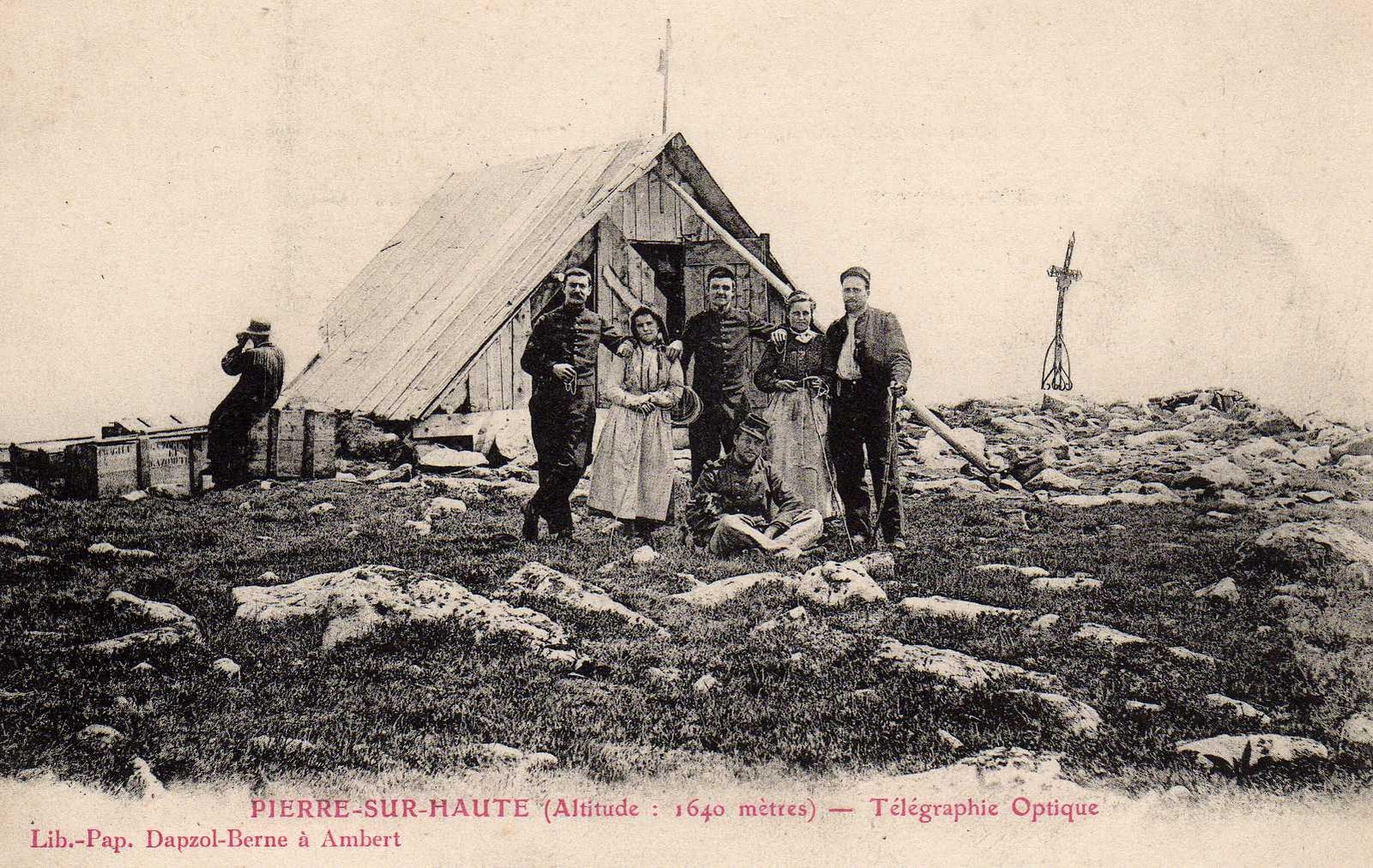
Stația vizual-telegrafică în anii 1910

În 1913, o stație telegrafică cu semafor (fr. télégraphe Chappe) a fost construit acolo unde se află acum postul militar de radio. La acea vreme, era o clădire mică de piatră, cu un semafor deasupra.(05:03–05:35)
În 1961, în timpul Războiului Rece, NATO a cerut Armatei Franceze(05:35–05:40) pentru a construi stația ca parte a rețelei de transmisie cu 82 de noduri din Europa cunoscută sub numele de sistemul ACE High. În această rețea, stația Pierre-sur-Haute, sau FLYZ, era un releu între stația Lachens (FNIZ) la sud și stația Mont-Août (FADZ) la nord. Stația de radio NATO folosea echipamente de împrăștiere troposferică de fabricație americană pentru a transmite semnale vocale și telegrafice pe o rețea care se întindea de la Turcia până la Cercul Polar Arctic din Norvegia. Forțele aeriene franceze au preluat controlul stației în 1974.(05:40–05:50) La sfârșitul anilor 1980, sistemul a fost înlocuit treptat de o combinație de sisteme naționale de apărare și unele subsisteme deținute de NATO. Antenele parabolice mari, cunoscute local sub numele de urechile lui Mickey, au fost înlocuite cu configurația actuală cu două antene în 1991.(05:50–06:06)
Stația Pierre-sur-Haute este controlată de Forțele Aeriene Franceze și este o subsidiară a bazei aeriene Lyon – Mont Verdun, 80 kilometri (50 mi) la est de gară. Este unul dintre cele patru posturi de radio(03:52) de-a lungul axei nord-sud a Franței, în permanentă comunicare cu alte trei: baza aeriană Lacaune, Henrichemont și Rochefort. Stația este utilizată în principal pentru transmisii legate de comanda unităților operaționale. Dacă armele nucleare franceze (Force de dissuasion), ordinul de incendiu ar putea trece prin acest releu.(03:58–04:10)
Stația a făcut parte din Commandement Air des Systèmes de Surveillance d'Information et de Communications (Comandamentul aerian al sistemelor de supraveghere, informare și comunicații) de la crearea sa la 1 iunie 1994; de la 1 ianuarie 2006, este condus de Direction Interarmées des Réseaux d'Infrastructure et des Systèmes d'Information (Direcția Comună de Infrastructură Rețele și Sisteme Informaționale).

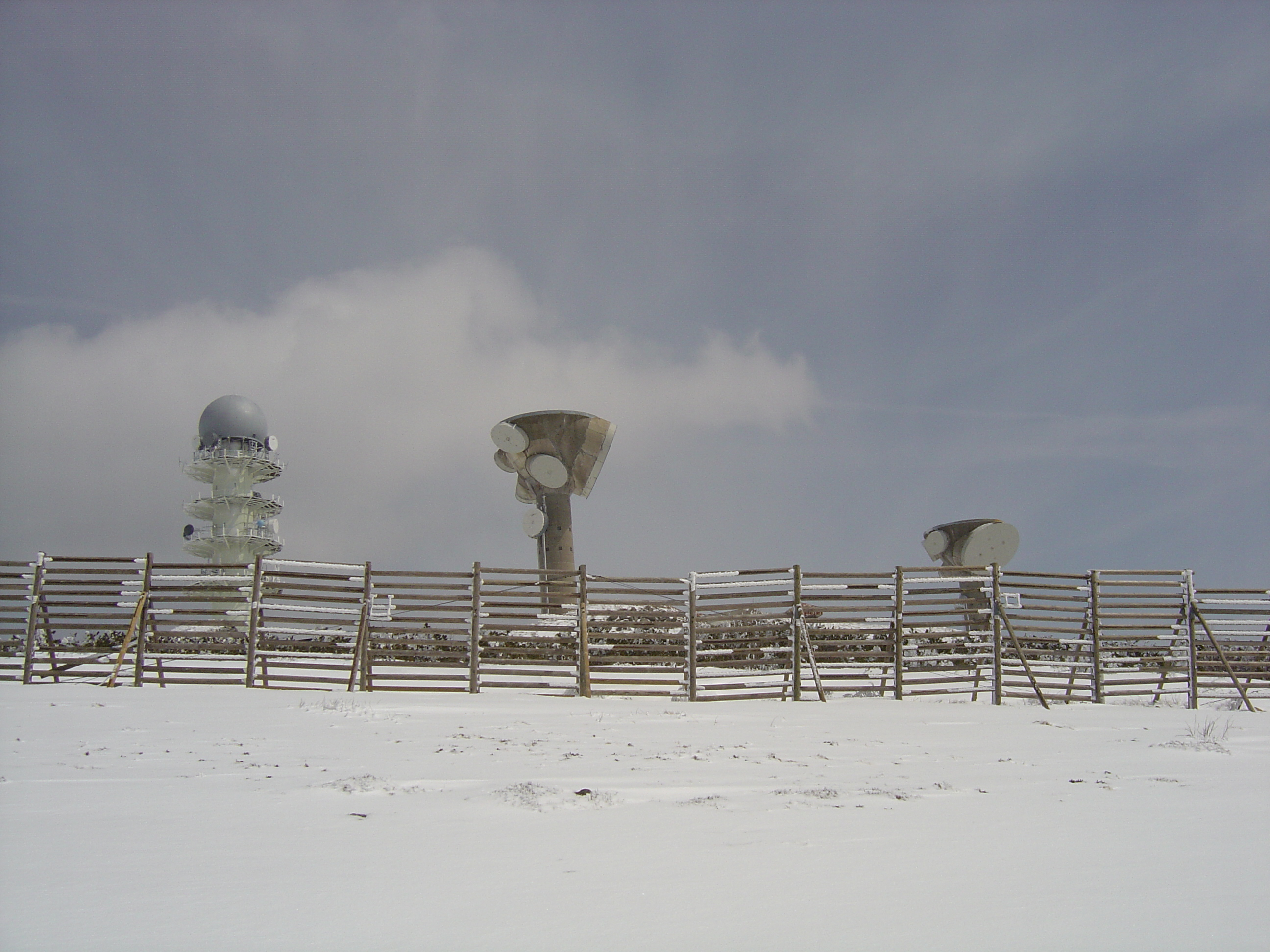
Turnuri de beton care adăpostesc echipamentele radio militare de la Pierre-sur-Haute

Stația este situată pe un teren 30 hectarei (74 acri)(03:17) între comunele Sauvain și Job, care se află la granița dintre cele două departamente Loira și Puy-de-Dôme. Perimetrul este inconjurat de o bariera inalta de lemn si metal.(00:20–00:30)

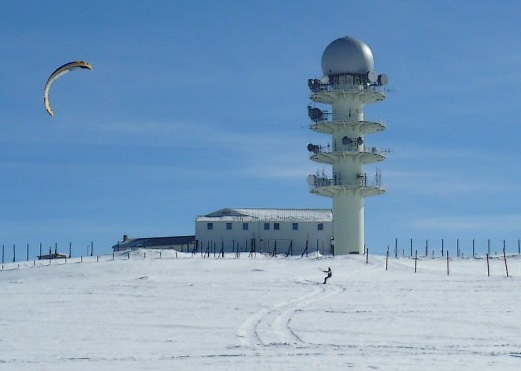
Postul de radio cu un snowkite în prim plan

Există trei turnuri la fața locului. Cel mai înalt este de 55 metri (180 ft) turn de telecomunicații civil înalt, deținut de Télédiffusion de France. Turnul de telecomunicații este dominat de un radom și conține un sistem de baliză radar pentru controlul traficului aerian mod S deținut de Direcția Generală Aviație Civilă. Radarul este în funcțiune din 18 august 2009 dar a suferit defecțiuni din cauza ninsorilor abundente din zonă. Cele două turnuri de beton rămase sunt deținute de militari. Cel de 30 metri (98 ft) structuri înalte au fost folosite din 1991 pentru transmisia și recepția radio.(05:50-06:06) Acestea sunt construite pentru a rezista la explozia unei explozii nucleare.(02:19–02:35)
Unele clădiri sunt folosite ca garaje și locuințe, complet cu bucătărie, sufragerie și dormitoare.(09:00-10:30) Ele sunt legate între ele prin tuneluri, 400 metri (1.300 ft) în lungime totală,(12:00-12:10) astfel încât să se evite mersul prin zăpada groasă iarna la trecerea de la o clădire la alta.(08:45–09:00) Aproximativ 20 de personal sunt staționați la fața locului,(09:35) inclusiv electricieni, mecanici și bucătari.(09:50–10:03)

### Dotări subterane
Cea mai importantă parte a site-ului este tronsonul subteran, folosit pentru expedierea transmisiilor: la o viteză de 2 Mb/s,(17:43) comunicațiile din turnuri sunt analizate, apoi redirecționate pentru a fi transmise.(17:25–18:15) Această parte a instalației este alimentată cu apărare chimică, biologică, radiologică și nucleară. Se apără împotriva impulsurilor electromagnetice folosind o cușcă Faraday. Camerele cu presiune pozitivă ajută la prevenirea pătrunderii contaminanților în instalație.(13:00-16:10) Unitatea are surse independente de apă și energie.(20:45–22:30)

## Cenzură pe Wikipedia și atenție nedorită
În martie 2013, agenția franceză de informații interne DCRI a făcut o cerere de ștergere a articolului Wikipedia în limba franceză despre site, intitulat Station hertzienne militaire de Pierre-sur-Haute. Fundația Wikimedia a întrebat apoi DCRI care părți ale articolului cauzează o problemă, menționând că articolul reflectă îndeaproape informațiile dintr-un documentar din 2004 realizat de Télévision Loire 7, un post de televiziune local francez, un film nu numai disponibil gratuit online, ci și realizat cu cooperarea Forțelor Aeriene Franceze. 

DCRI l-a forțat apoi pe Rémi Mathis, un administrator voluntar al Wikipedia în limba franceză și președinte al Wikimedia Franța, sub amenințare cu detenție și arestare, să ștergă articolul. Articolul a fost restaurat prompt de un alt colaborator Wikipedia care locuiește în Elveția.  Ca urmare a controversei, articolul a devenit temporar cea mai citită pagină de pe Wikipedia în franceză, cu peste 120.000 de vizualizări de pagini în weekendul 6–7 aprilie 2013. Cantitatea mare de atenție suplimentară a fost remarcată ca un exemplu al efectului Streisand în acțiune. Pentru rolul său în controversă, Mathis a fost numit Wikipedianul anului de Jimmy Wales la Wikimania 2013. 